# Kames Bay
Die Kames Bay ist eine Bucht an der Ostküste der schottischen Insel Bute. Die Bucht liegt an der Meerenge Kyles of Bute, welche Bute von der Halbinsel Cowal auf dem schottischen Festland trennt. Ardbeg Point grenzt die Kames Bay im Süden gegen die Nachbarbucht Rothesay Bay ab. Im Norden endet sie an Undraynian Point. Das Kap Ardyne Point liegt ihr auf Cowal gegenüber. An der Südküste von Kames Bay liegt die Ortschaft Port Bannatyne sowie Teile von Ardbeg. Die etwa 1800 m weite Bucht schneidet maximal etwa 1200 m in die Insel ein.
Seit dem 16. Jahrhundert befinden sich das Schloss Kames Castle sowie der Wohnturm Wester Kames Castle nahe dem Kopf der Bucht. Diese fungierten als Stammsitz der Bannatynes of Kames. In Port Bannatyne wurden im 19. Jahrhundert zwei Schiffsanleger gebaut, an welchen sowohl Passagier- als auch Frachtschiffe anlegen konnten.